# San Carlos (Uruguay)
San Carlos es una ciudad uruguaya, cabecera del municipio de San Carlos, en el departamento de Maldonado. Junto a Maldonado, Punta del Este y otras localidades cercanas conforma un área de 135.236 habitantes conocida como Conurbación Maldonado-Punta del Este.

## Ubicación
La ciudad de San Carlos se encuentra localizada en la confluencia de los arroyos de San Carlos y Maldonado, 15 km al norte de la capital departamental Maldonado, de cuyo conurbano forma parte y próximo al cruce de las rutas nacionales 9 y 39.

## Historia
Fue fundada en 1763 por el gobernador español Pedro de Ceballos, en su campaña de colonización en el continente americano, con el objetivo de detener el avance portugués sobre el territorio de la Banda Oriental. Los primeros cinco años llevó el nombre de Maldonado chico, hasta que se le instituyó un patrono. Su nombre hace honor al rey de España Carlos III de Borbón. Con el tiempo, San Carlos se constituyó en valioso productor agropecuario, abastecedor del Este y Sur del país.
Ceballos, apenas terminada su conquista de Río Grande del Sur, envió desde allí a 20 familias de origen azoreño (portugueses) voluntarios o apresados durante la guerra, para fundar un nuevo pueblo. Luego Ceballos le otorgó categoría de Villa, lo que hacía que el pequeño poblado pasase ahora a depender directamente de la capital del Virreinato, Buenos Aires.
Algún tiempo más tarde, al primitivo núcleo de habitantes se le sumarían familias de origen gallego, astorgano y asturiano llegadas desde Montevideo.
En 1764, el Ingeniero Bartolomé Howell realizó la demarcación de plazas, calles, pastos comunes, propios y chacras, tal como era la usanza de entonces. El plano correspondiente al pueblo nuevo de San Carlos se comprendía de 90 manzanas de cien varas "en cuadro", separadas por calles de a doce y todo este conjunto circundado por cuatro avenidas de a veinticinco cada una hasta que, cinco años después, se le instituyó patrono, siéndole bajo la advocación de San Carlos.
Habiendo transcurrido 32 años, los vecinos declararon que hacía tiempo tenían "vivos deseos de hacer la elección del Santo Patrono" y resolvieron que fuera San Carlos Borromeo. Tal demanda les fue concedida por el vicario capitular y gobernador del obispado de Buenos Aires el 8 de julio de 1800 y refrendada enseguida por el provisor y vicario capitular, Gervasio Antonio de Posadas.
En 1777 muchos de los habitantes originales vuelven a Río Grande Do Sul, de donde eran originarios, otros, ya afincados se quedan y Rafael Pérez Del Puerto repuebla la villa con otras familias llegadas de Montevideo. No obstante, hacia 1784 el pueblo prácticamente se había despoblado, quedando apenas entre 150 y 200 personas.
En septiembre de 1804 San Carlos recibió la visita del obispo de Buenos Aires, Benito Lué y Riega, quien bendijo la Iglesia el día 16 y dejó constancia, el día 22, de su aprobación a la rendición de cuentas presentada por el presbítero Manuel de Amenedo Montenegro, que impulsó su construcción con planos del Ingeniero José del Pozo y Marquy. La piedra fundamental había sido colocada en 1792.

### Las invasiones inglesas
En 1806 se produjeron las primeras invasiones inglesas. El 29 de octubre de ese año, cuando los ingleses asaltaron y saquearon Maldonado, figuraba un portugués, N. Cardoso, como comandante en San Carlos, cuyos habitantes aterrorizados huyeron en su mayor parte dejando abandonadas sus casas y los pocos muebles que poseían, por temor a que se hiciera otro tanto allí. Mas no pasó de susto. Al día siguiente el nuevo gobierno establecido en la ciudad vecina le enviaba a Cardoso un oficio, haciéndole entender que tenía dos mil hombres para tomar el pueblo, si no daba la obediencia al Rey de la Gran Bretaña.
Ante tal amenaza se le respondió enseguida que se acataría dicho mandato, pero pidiendo que se les permitiera el culto libre de su religión y que no se les perjudicara en modo alguno en la posesión de sus bienes ni familias. Al recibirse tan satisfactoria contestación escribieron elogiando al pueblo de San Carlos, el que tendría ante su rey la primera protección y la concesión de cuanto se le pedía.
Habiéndose tranquilizado los ánimos, la población empezó a regresar a sus hogares. Al otro día se presentó una columna de infantería de 200 hombres armados, con dos piezas de campaña, sus tambores y el pabellón inglés. Cardoso le entregó su bastón de mando al que hacía de jefe y después de pasearse la tropa por todos lados, le fue devuelto con la indicación de que continuase en su puesto bajo las órdenes del general en jefe establecido en Maldonado. Al regresar de inmediato, se llevaron algunas vacas y caballos mansos que pidieron de favor.
Al ser informado del asalto el virrey Rafael de Sobremonte, de acuerdo con Pascual Ruiz Huidobro, organizó un cuerpo de tropas al mando del teniente de fragata Agustín Abreu Orta, con el fin de combatir a los ingleses. Se sabía la escasez de víveres sentida en el campo inglés y se sospechaba que se internarían en el país en busca de ellos. En efecto, un destacamento de 1000 infantes y 200 hombres de caballería habían salido días atrás de Maldonado con rumbo al Sauce. No hallando en aquella dirección todo lo que deseaban, enderezaron sus marchas hacia el pueblo de San Carlos, al que también se encaminaban las tropas del país en cumplimiento de su misión. Estas consistían en 100 dragones, 100 voluntarios de la frontera de Córdoba, un escuadrón de voluntarios de Montevideo y 85 más capitaneados por Bernardo Suárez que se les incorporaron en el camino.
El 6 de noviembre se presentó Abreu a inmediaciones de San Carlos (en la loma de Ortiz), donde el enemigo esperó el ataque poniendo su caballería a vanguardia. Abreu destrozó a ésta, y precipitándose sobre la infantería que la apoyaba, el combate se trabó a la bayoneta entre los voluntarios de a pie y los ingleses. En lo más reñido de la pelea cayó mortalmente herido Abreu y el capitán de dragones José Martínez al tomar el mando como segundo jefe, corrió igual suerte.
Entonces la fuerza expedicionaria tocó retirada, haciendo lo mismo los invasores, que fueron a encerrarse dentro de la ciudad de Maldonado. En reemplazo de Abreu y Martínez fue investido con el mando de la pequeña división, el teniente coronel José Moreno, quien inmediatamente puso por obra el sitiar la plaza donde se hallaba Sir Home Riggs Popham con todas sus fuerzas. Ingeniosas maniobras de los expedicionarios españoles y los locales terminaron por hacer que Popham se retirase. La viuda de Abreu, Margarita Viana, mandó transportar a Montevideo el cadáver de su esposo, al que con todos los honores se le dio sepultura en la iglesia de San Francisco.
La fuerza expedicionaria inglesa todavía tomaría Montevideo en 1807, pero al verse derrotadas en Buenos Aires, abandonaron definitivamente el área. 
Los habitantes de San Carlos tuvieron un papel activo en la posterior Revolución Artiguista. En 1828 la firma de la Convención Preliminar de Paz, antecedente de la Declaratoria de Independencia, motivó grandes festejos de los carolinos.
La paz de la guerra civil (1851) abrió una etapa de desarrollo del país y San Carlos incrementó sus servicios y, rápidamente, se transformó en una ciudad agrícola-ganadera muy próspera, superando a San Fernando en lo que tiene que ver con infraestructura y desarrollo.
En 1877 se funda la Escuela n.º 3

### SigloXX
Con el correr del tiempo los progresos de San Carlos fueron notables:
- El 1 de enero de 1901 se coloca la piedra angular del Hospital Alvariza
- En 1903 llega a San Carlos el cinematógrafo. Se instala en el local de la Sociedad Unión
- El 25 de agosto de 1909 se inaugura el reloj de la Iglesia
- En diciembre de 1910 se inaugura el tramo de vía férrea que comunica San Carlos con Montevideo
- Marzo de 1914, se funda la Sociedad Fomento Rural de Maldonado.
- El 25 de mayo de 1914 se funda el Club Oriental.
- En 1915 se comienzan a adoquinar las principales calles.
- El 22 de diciembre de 1917 llega a nuestra ciudad la luz eléctrica.
- El 1 de junio de 1921 se inaugura el que será luego el Liceo n.º 1 Presbítero Dr. Mariano Soler.
- El 18 de agosto de 1922 aparece el semanario "LA DEMOCRACIA"
- El 2 de marzo de 1925 se inauguran las clases en la Escuela Industrial (UTU)
- El 12 de septiembre de 1927 se funda la Escuela N.º 8 "José Enrique Rodó".
- El 24 de diciembre de 1927 se inaugura el servicio de agua corriente
- El 6 de enero de 1929 Se inaugura la Sociedad Unión.
- En marzo de 1930, a los ciento sesenta y siete años de su fundación, fue incluida en la categoría de ciudad.
- El 1 de enero de 1936 se establece transporte colectivo entre San Carlos y Punta del Este.
- El 3 de abril de 1937 nace CALIMA
- En 1944, un grupo de alumnos homenajea al Maestro Juan de Dios Curbelo poniéndole su nombre a la Escuela No.3 de primera categoría, escuela en la que ejerció la profesión de educador y Director hacia 1894.
- El 3 de junio de 1945 se funda la sociedad criolla "Los Coronillas".
- El 24 de junio de 1946 se inaugura la red de saneamiento.
- En 1949 se crea la Junta Local Autónoma.
- En 1952 se funda el primer coro, que con el tiempo tomaría el nombre de "Danubio Fernández"
- El 19 de abril de 1953 se inaugura la garita de Plaza Artigas -reproducción de una de las garitas de guardia de la Fortaleza Santa Teresa-. Allí son velados los restos del Coronel Leonardo Olivera, antes de ser trasladados a Rocha.
- El 22 de julio de 1953 comienza a funcionar la Escuela N.º 13 Virrey Pedro de Cevallos.
- El 17 de diciembre de 1955 se inaugura el Teatro de Verano "Cayetano Silva".
- El 1 de abril de 1957 nace CODESA (Compañía Omnibusera del Este)
- El 6 de agosto de 1960 se inaugura el Observatorio Astronómico, sito en la planta superior del Liceo n.º 1. Posteriormente es llamado "Dr. Camilo Corbo" en homenaje al citado Profesor.
- El 6 de enero de 1964 comienza a emitir CW 57 Radio San Carlos.
- Hacia 1970 comienza a integrarse con Maldonado y Punta del Este (Conurbación MALPUNSAN)
- El 8 de junio de 1976 queda inaugurado el "Museo Regional Carolino".
- En septiembre de 1979 se inaugura el zoológico "Parque de Medina"
- También en septiembre de 1979 se inaugura el CEDEMCAR (Centro Deportivo Municipal Carolino)
- El 25 de agosto de 1982 comienza a funcionar la "Casa de la Cultura"
- El 21 de octubre de 1987 comienza a funcionar el Centro de Investigaciones Históricas.
- En 1994 la presión demográfica de la ciudad obliga a construir un nuevo local liceal, el n.º 2
- En 2013 se conmemoraron los 250 años de esa ciudad

## Demografía
De acuerdo al censo de 2023, la ciudad cuenta con una población de 30 293 habitantes, lo que la convierte en la segunda ciudad en cuanto a población del departamento de Maldonado y la decimonovena de las primeras 20 ciudades más pobladas del Uruguay.

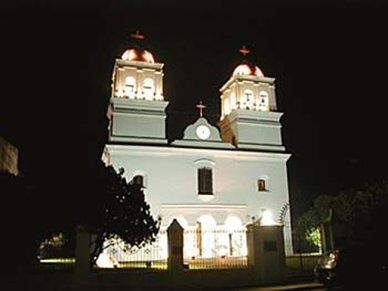
Iglesia de San Carlos Borromeo iluminada en la noche.

| 400           | 539 | 1 763 | 4 028 | 3 756 | 5 014 | 13 457 | 16 925 | 19 878 | 24 030 | 24 771 | 27 471 | 30 293 |
| (Fuente: INE) |     |       |       |       |       |        |        |        |        |        |        |        |

## Deportes
La ciudad cuenta con un equipo de fútbol compitiendo en el fútbol profesional, el Club Atlético Atenas de San Carlos, que actualmente milita en la Segunda División Profesional de Uruguay. El resto de los clubes compiten en la Liga Mayor de Fútbol de Maldonado
Entre ellos el Club Atlético San Carlos, fundado en 1919. Tiene equipo de fútbol (infantil, inferiores y mayores), de baloncesto (en todas las categorías también) y balonmano (masculino y femenino). Es uno de los clubes más laureados del interior del país a nivel futbolístico, con dos Copas del Interior (1999 y 2013)y 8 Campeonatos de Liga Mayor de Maldonado, entre otros Campeonatos Carolinos y Departamentales.
El Club Atlético Libertad fue fundado el 1 de marzo de 1931 como Club Atlético Penado 14. En 1945 cambió su nombre al actual. Es el club con más títulos de Campeón de Liga Mayor (campeonato que nuclea a los clubes de San Carlos y Maldonado Capital), con nueve en total. En 1998 y en 2006 obtuvo en forma invicta la Copa El País (que en ese momento estaba relegada por el Torneo Mayor). El título de 1998 le sirvió para ascender al Torneo Mayor, donde obtendría las dos últimas ediciones de ese torneo. La obtención de ese último torneo le permitió ser sede del primer y único Torneo Sudamericano de Clubes Campeones del Interior. Libertad obtuvo este torneo internacional, y de esa manera se convirtió en el primer y único equipo del interior del Uruguay en obtener un torneo internacional.

## Personalidades
- Joaquín Campana (1773-1847), abogado y político, miembro del Gobierno de Argentina en 1811.
- Leonardo Olivera (1793-1863), coronel, personaje histórico de gran protagonismo.
- Heraclio Fajardo (1833-1868) poeta.
- Magdalena Antonelli Moreno (1877-1955), primera diputada del país, maestra, sufragista.
- Manuel Basilio Bustamante (1785-1863), presidente interino.
- Basilio Antonio Araújo Nieto, coronel, personaje histórico miembro de los 33 Orientales, los hombres liderados por Juan Antonio Lavalleja (1784-1853) y Manuel Oribe (1792-1857) que en 1825 intentaron independendizar Uruguay del Imperio brasileño.
- Francisco Antonino Vidal Silva (1825-1889), presidente.
- Manuel Agustín Rodríguez Amorín (1840-1910), productor rural, dirigente blanco,[8] ahijado del brigadier general Manuel Oribe y Viana (1792-1857).
- Mariano Soler (1846-1908), primer arzobispo de Montevideo.
- Cayetano Alberto Silva (1868-1920), músico afrouruguayo, creador de la Marcha de San Lorenzo, expatriado en Rosario (Argentina).
- Ruperto Elichiribehety (1888-1929), capitán de navío.
- Rosaura Rodríguez Muniz de Mouliá (1896-1964), maestra, ciudadana carolina ilustre.
- Honorio Barrios Tassano (1932-2010), político del Partido Colorado.
- Luis Barrios Tassano (1935-1991), abogado y político colorado.
- Ramiro Agriel, (1953-) guitarrista y maestro de guitarra
- Marta Albertini (1954-), actriz de telenovelas.
- Darío Pérez Brito (1957-), médico y político.
- Óscar de los Santos (1962-), dos veces intendente de Maldonado.
- Matías Britos (1988-), futbolista.
- Marcos Landa (2001-), Piloto de automovilismo de velocidad, campeón 2018 de la Fórmula Metropolitana de Argentina.